# Tusti (Muhu)
Tusti is een plaats in de Estlandse gemeente Muhu, provincie Saaremaa. De plaats heeft de status van dorp (Estisch: küla).

## Bevolking
Het dorp had 9 inwoners op 31 december 2011 en 4 inwoners op 31 december 2021.

## Ligging
Tusti lgt aan de oostkust van het eiland Muhu, ten noorden van de veerhaven Kuivastu. De Põhimaantee 10, de hoofdweg van Risti via Virtsu en Kuivastu naar Kuressaare, komt door Tusti.

## Geschiedenis
Tusti werd voor het eerst genoemd in 1592 onder de naam Duittshe Jack, een boerderij. In 1645 lag ze onder de naam Tuszti in de Wacke Urinkas. Een Wacke was een administratieve eenheid voor een groep boeren met gezamenlijke verplichtingen. In de 18e eeuw kwam Tusti op het landgoed van Kuivastu te liggen; in de 19e eeuw werd de boerderij een dorp.
Tussen 1977 en 1997 hoorde Tusti bij het buurdorp Võlla.